# ラスナマエ

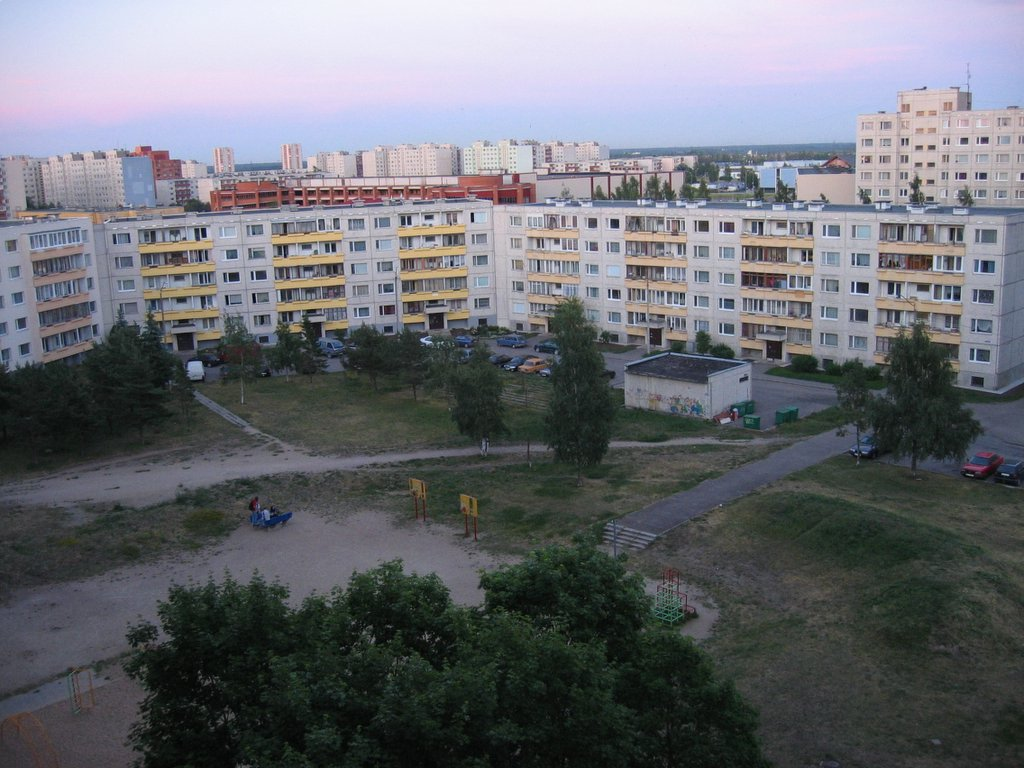
ラスナマエ地区の風景。ソビエト風の集合住宅が並ぶ。

ラスナマエ（Lasnamäe）〔エストニア語での発音は「ラスナメェー」に近い〕とは、エストニアの首都タリンにおける行政地域の一つ。タリンの中でもロシア系住民が多数を占める地区として知られる。人口は約11万3千人（2006年）。
周辺に石灰石が多く埋蔵しており、中世より採掘されていた。
かつてのソビエト統治時代には軍需工場があったが閉鎖された。
エストニア内でも治安の悪い地域であり、日本の外務省も注意を喚起している。
FCアヤックス・ラスナマエが、ラスナマエ地区を本拠地とするサッカークラブである。